# Marquesado de Alhucemas
El marquesado de Alhucemas es un título nobiliario español creado el 5 de enero de 1911 por el rey Alfonso XIII de España, a favor de Manuel García Prieto, presidente del Consejo de Ministros, senador vitalicio y académico de Ciencias Morales y Políticas. A este título le otorgó el mismo rey la grandeza de España el 15 de diciembre de 1913.

## Denominación
Su denominación hace referencia a las posesiones españolas de islas Alhucemas, que incluye el peñón de Alhucemas, y que se ubican frente a la ciudad de Alhucemas, a unos 150 km de la Ciudad Autónoma de Melilla.

## Marqueses de Alhucemas
|                           | Titular                                | Periodo                   |
| Creación por Alfonso XIII | Creación por Alfonso XIII              | Creación por Alfonso XIII |
| ------------------------- | -------------------------------------- | ------------------------- |
| I                         | Manuel García Prieto                   | 1911-1938                 |
| II                        | Avelina García-Prieto y Montero-Ríos   | 1952-1961                 |
| III                       | Manuel Sainz de Vicuña y García-Prieto | 1963-2014                 |
| IV                        | Manuel Sainz de Vicuña y Melgarejo     | 2015-actual titular       |

## Historia de los marqueses de Alhucemas

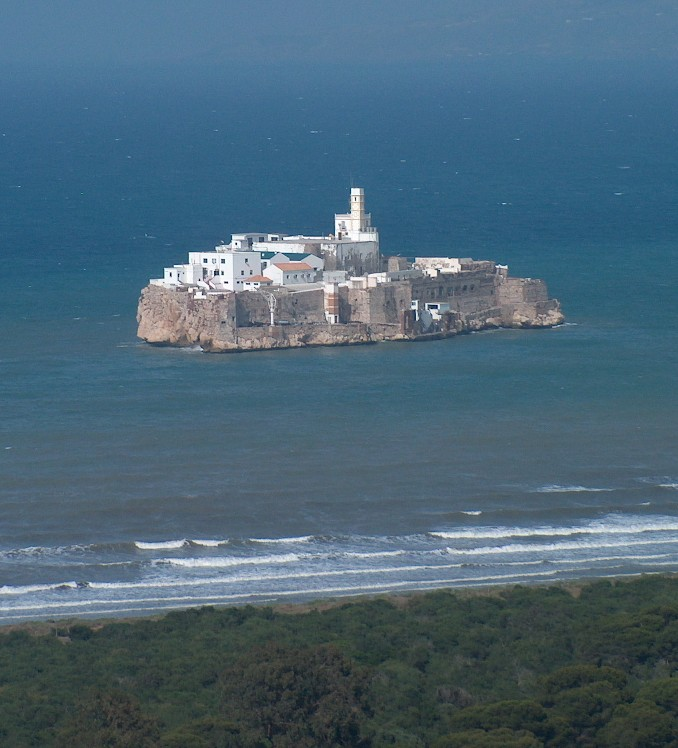
El peñón de Alhucemas, la isla más grande de las tres que componen las islas Alhucemas

- Manuel García Prieto (1859-8 de marzo de 1938), I marqués de Alhucemas y presidente del Consejo de Ministros.[2]

Casó, en marzo de 1890, con María Victoria Montero-Ríos y Villegas, dama de la reina Victoria Eugenia de Battenberg.En 7 de octubre de 1952, le sucedió su hija:
- Avelina García-Prieto y Montero-Ríos (1891-29 de diciembre de 1961), II marquesa de Alhucemas.[2]

Casó, en 10 de diciembre de 1915, con el arquitecto, Manuel Sainz de Vicuña y Camino. En 27 de septiembre de 1963, le sucedió su hijo:
- Manuel Sainz de Vicuña y García-Prieto (19 de septiembre de 1916-29 de marzo de 2014), III marqués de Alhucemas[2] y arquitecto, célebre por ser, con 38 proyectos, el segundo más prolífico en construir, ampliar y reformar paradores nacionales de turismo.[3]

Casó, el 16 de noviembre de 1945, con María Teresa Melgarejo Vaillant. En 2015, le sucedió su hijo:
- Manuel Sainz de Vicuña y Melgarejo (n. en 1946), IV marqués de Alhucemas.[1]